# Wöyza
Wöyza (gallec: Sofía Trigo Piñeiro)  (Moaña, 11 de maig de 1984) és una cantant gallega de soul i rap. Les seves composicions són majoritàriament en castellà, tot i que també té cançons en gallec.

## Trajectòria
Criada a Vigo, va començar a cantar en diferents grups d'adolescent, i el 2001 va adoptar el nom de Wöyza. Va ser llavors quan va començar a treballar amb El Puto Coke, un altre MC de Vigo, i va col·laborar amb ell en diversos videoclips i enregistraments, així com amb altres artistes com els portuguesos Mind da Gap i Dealema o els gallecs Zentinela i GranPurismo.
L'octubre del 2008 va publicar el seu primer àlbum, Pisando el suelo que ves, íntegrament a internet, que dos mesos més tard també va sortir en format de vinil. El 2014 va rebre el premi Martín Códax de Música en la categoria de hip-hop /música urbana, un premi que va repetir el 2019.

## Discografia
- Promo EP (2006, maqueta)
- Pisando el suelo que ves (2008, Likor Kafé)
- Pelea (2016)[7]
- Tábula Rasa (2019)
- Wöyza and The Galician Messengers (2022)[8]